# Hydatopsyche spatulata
Hydatopsyche spatulata är en nattsländeart som beskrevs av Martynov 1935. Hydatopsyche spatulata ingår i släktet Hydatopsyche och familjen ryssjenattsländor. Inga underarter finns listade i Catalogue of Life.